# Kinetische energie

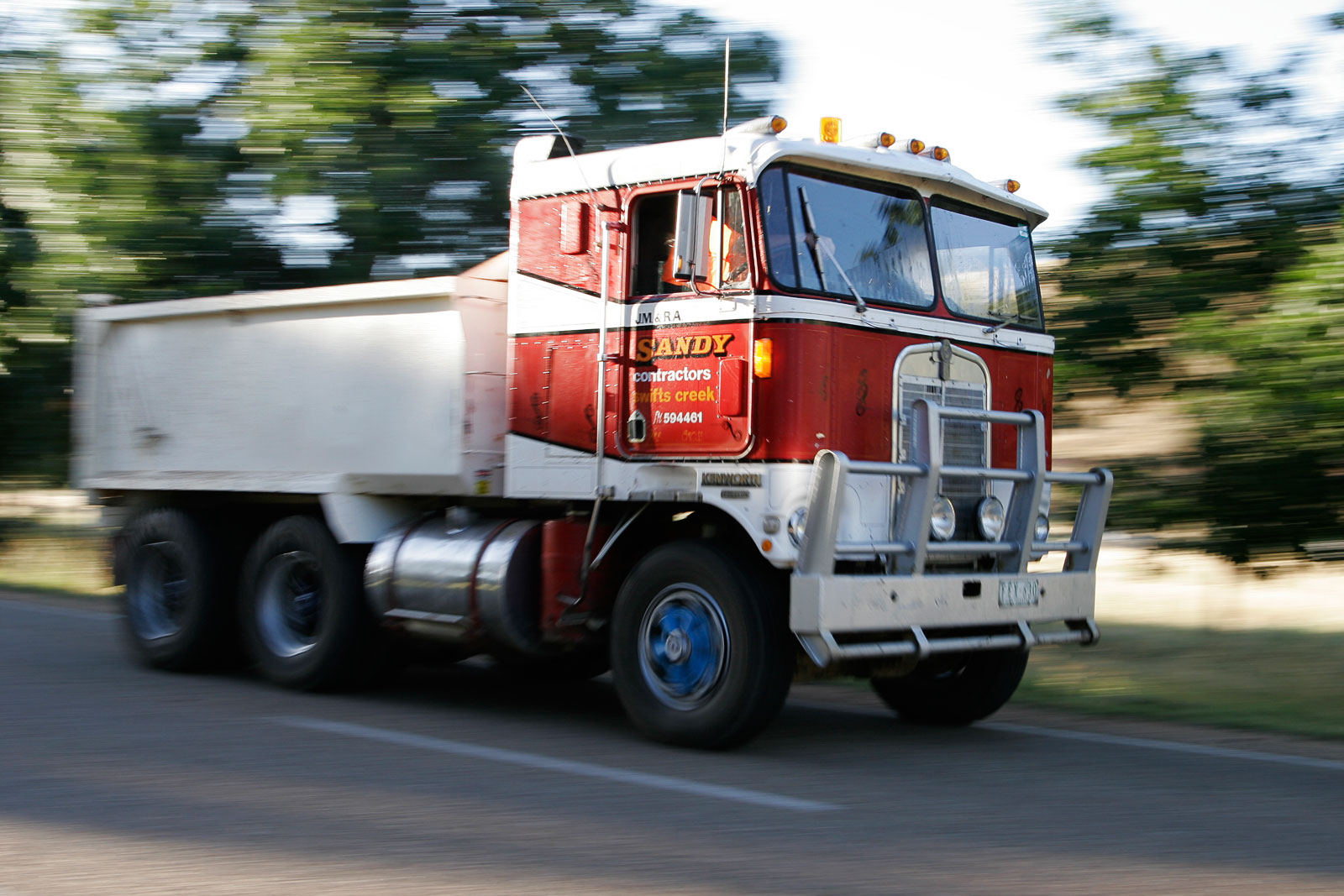
Naarmate een voertuig zwaarder is of sneller rijdt, is zijn kinetische energie groter

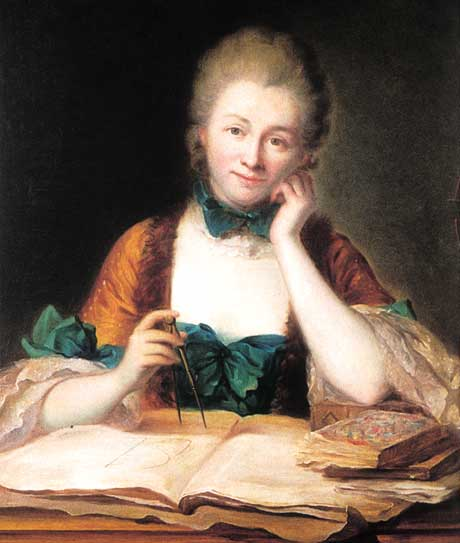
Émilie du Châtelet (1706-1749) vond als eerste het verband

Kinetische energie of bewegingsenergie is een vorm van energie, eigen aan een bewegend lichaam, vanwege de traagheid van massa. De kinetische energie van een bewegend lichaam is (relativistische referentiekaders uitgezonderd) recht evenredig met de massa van het lichaam, en met het kwadraat van zijn snelheid. De kinetische energie van een bewegend lichaam is bovendien gelijk aan de arbeid die nodig is om het lichaam, vanuit rusttoestand, in de toestand waarin het verkeert, te brengen.

## Klassiek
In de klassieke mechanica: 
- een lichaam met massa {\displaystyle m} dat transleert met een snelheid {\displaystyle v}, heeft een kinetische energie

{\displaystyle E_{\text{kin}}={\tfrac {1}{2}}mv^{2}}
- ondergaat het lichaam daarnaast een rotatie om het massazwaartepunt, dan heeft het ten gevolge van deze rotatie een kinetische energie

{\displaystyle E_{\text{kin}}={\tfrac {1}{2}}I\omega ^{2}}
waarin {\displaystyle I} het traagheidsmoment van het lichaam is en {\displaystyle \omega } de hoeksnelheid.
- bij een algemene beweging is de stelling van König van toepassing, en is de totale kinetische energie de som van de kinetische energieën van beide bewegingen.

De totale kinetische energie van een systeem kan bijvoorbeeld veranderen door omzetting van of naar potentiële energie, door omzetting van chemische energie in een verbrandingsmotor, waaronder ook een raketmotor en bij het afschieten van een projectiel) en door omzetting naar warmte bij wrijving of een botsing.
De snelheid, en dus ook de kinetische energie, hangt af van het gekozen inertiaalstelsel. De totale kinetische energie van een systeem is het kleinst als het massamiddelpunt van dat systeem in rust is. In andere gevallen komt er de kinetische energie bij die overeenkomt met het bewegen van de totale massa met de snelheid van het massamiddelpunt. De snelheid van het massamiddelpunt van een gesloten systeem blijft constant wegens de wet van behoud van impuls. Veranderingen in de totale kinetische energie van een systeem zoals in de voorbeelden hierboven hangen dus niet af van het inertiaalstelsel, maar veranderingen in onderdelen van het systeem wel.
Als bijvoorbeeld twee lichamen elkaar aantrekken en hun onderlinge afstand kleiner wordt, dan wordt potentiële energie omgezet in kinetische energie, maar het hangt van het inertiaalstelsel af in hoeverre deze toename van de totale kinetische energie ten goede komt aan het ene lichaam en in hoeverre aan het andere; de kinetische energie van het ene lichaam kan zelfs afnemen, waarbij die van het andere extra toeneemt. Evenzo, als een raket chemische energie omzet in kinetische energie, hangt het van de snelheid van de raket (en dus van het inertiaalstelsel) af in hoeverre deze toename van de totale kinetische energie ten goede komt aan de raket en in hoeverre aan de reactiemassa, en de kinetische energie van de raket kan zelfs afnemen, waarbij die van de reactiemassa extra toeneemt, of omgekeerd. Bij een gegeven volkomen elastische centrale botsing hangt de overgedragen kinetische energie als volgt af van het inertiaalstelsel: deze energie is evenredig met de snelheid van het massamiddelpunt van de botsende objecten.
De totale kinetische translatie-energie van twee lichamen t.o.v. het massamiddelpunt kan worden berekend op basis van de gereduceerde massa  en de onderlinge snelheid, zie tweelichamenprobleem. De verdeling van deze energie over de beide lichamen is omgekeerd evenredig met de massa. Bij bijvoorbeeld het systeem van een rijdende auto en de rest van de Aarde verandert de kinetische energie van de rest van de Aarde nauwelijks bij snelheidsveranderingen van de auto, hoewel de impuls wel steeds meeverandert in dezelfde mate als die van de auto verandert.
Bij een drielichamenprobleem met de Zon, de Aarde en een ruimtecapsule is evenzo de kinetische energie van de Zon t.o.v. het massamiddelpunt van het geheel van de drie lichamen verwaarloosbaar. De veranderingen van de kinetische energie van de Aarde door de interactie met de capsule zijn nu niet verwaarloosbaar in verhouding tot de kinetische energie van de capsule, zie ook ontsnappingssnelheid.
De "heftigheid" van een botsing van twee voorwerpen (en dus bijvoorbeeld de schade) hangt niet af van het inertiaalstelsel, dus niet van de snelheid van het massamiddelpunt van het systeem bestaande uit de twee voorwerpen, maar wel van de relatieve snelheden van de voorwerpen ten opzichte van dit massamiddelpunt, of anders gezegd, van de kinetische energie van beide voorwerpen bij een inertiaalstelsel waarbij het massamiddelpunt van het systeem stilstaat.

### Moleculen
De totale kinetische translatie-energie van plaatselijke moleculen is de som van enerzijds de kinetische energie die overeenkomt met het bewegen van de totale massa van deze moleculen met de snelheid van hun massamiddelpunt (dus de macroscopische beweging), en anderzijds de kinetische translatie-energie t.o.v. het massamiddelpunt. Deze laatste is gerelateerd aan de temperatuur op de betreffende plaats.
Bij een ideaal gas is de kinetische translatie-energie ten opzichte van het massamiddelpunt in totaal 3/2 maal de druk maal het volume, en evenredig aan de temperatuur, nl. 12,47 J per mol per kelvin. Dit laatste is 3/2 maal de gasconstante, en is bij eenatomige moleculen gelijk aan de soortelijke warmte bij constant volume. Bij meeratomige moleculen is er nog andere energie die toeneemt met de temperatuur, namelijk die van de rotatie en trilling van de moleculen, waardoor de soortelijke warmte hoger is.
Bij dezelfde temperatuur (en in het bijzonder dus ook in een gasmengsel) hebben zware moleculen gemiddeld dezelfde kinetische translatie-energie als lichte (equipartitietheorema); ze hebben dus een lagere snelheid.

## Relativistisch
Uit de speciale relativiteitstheorie van Einstein volgt dat de klassieke theorie niet exact klopt. De relativistische energie van een puntmassa met (rust)massa {\displaystyle m} en snelheid {\displaystyle v} is:
{\displaystyle E_{\text{totaal}}={\frac {mc^{2}}{\sqrt {1-{\frac {v^{2}}{c^{2}}}}}}}
met {\displaystyle c} de lichtsnelheid in vacuüm, 2,99792458×108 meter per seconde. Deze uitdrukking is afgeleid uit denkbeeldige botsingsproeven in combinatie met een Lorentz-transformatie. De energie kan worden onderverdeeld in de rustenergie (de energie die het voorwerp al heeft wanneer het stilstaat):
{\displaystyle E_{\mathrm {rust} }=mc^{2}}
en de kinetische energie (de extra energie door het bewegen):
{\displaystyle E_{\text{kin}}=mc^{2}\left({\frac {1}{\sqrt {1-{\frac {v^{2}}{c^{2}}}}}}-1\right)}
Uit deze formule blijkt, dat de kinetische energie naar oneindig gaat als de snelheid {\displaystyle v} de lichtsnelheid nadert. Het is dus niet mogelijk een massa te versnellen tot (meer dan) de lichtsnelheid.
De relativistische formule voor de totale energie is om te rekenen naar een oneindige reeks. De klassieke formule voor de kinetische energie is dan een term uit die reeks is. Deze reeks ziet er als volgt uit:
{\displaystyle E_{\text{totaal}}=mc^{2}+{\tfrac {1}{2}}mv^{2}+{\tfrac {3}{8}}{\frac {m}{c^{2}}}v^{4}+{\tfrac {5}{16}}{\frac {m}{c^{4}}}v^{6}+\ldots }.
De eerste term is de rustenergie; dit is de uitdrukking waarmee Einstein bij het grote publiek bekend is geworden. 
De tweede term is die van de klassieke kinematica. De overige (hogere-orde) termen zijn meestal verwaarloosbaar klein; ze krijgen pas betekenis bij zeer hoge snelheden. Ter indicatie: voor een lichaam met een snelheid van 34.500 km/s (11,5% van de lichtsnelheid) is de afwijking van de klassieke kinetische energie nog maar 1%.

### Alternatieve formulering met variabele massa
De bovenstaande formules gaan uit van een constante massa, zoals dat in de relativistische natuurkunde aan de universiteiten en in wetenschappelijke tijdschriften sinds ca. twintig jaar gebruikelijk is. In schoolboeken en in populariserende boeken gaat men echter nog vaak uit van een verschil tussen de rustmassa en de massa van hetzelfde voorwerp als het beweegt. Dat leidt tot een iets andere formulering van de speciale relativiteitstheorie, wat overigens geen gevolgen heeft voor de fysische voorspellingen van de theorie. In deze versie hangt de massa af van de snelheid:
{\displaystyle m(v)={\frac {m_{\text{rust}}}{\sqrt {1-{\frac {v^{2}}{c^{2}}}}}}}
en voor de totale energie geldt dan
{\displaystyle E_{\text{totaal}}=mc^{2}}
(let op het verschil met de andere formulering). De kinetische energie is 
{\displaystyle E_{\text{kin}}=(m-m_{\text{rust}})\,c^{2}}
De reeksontwikkeling is hetzelfde als boven, met dien verstande dat daarin voor {\displaystyle m} de rustmassa {\displaystyle m_{\text{rust}}} gelezen moet worden.